# 瓦勒特海姆
瓦勒特海姆是德国莱茵兰-普法尔茨州的一个市镇。总面积8.10平方公里，总人口1797人，其中男性916人，女性881人（2011年12月31日），人口密度222人/平方公里。